# Zeměžluč
Zeměžluč (Centaurium) je rod rostlin z čeledi hořcovité. Jsou to jednoleté až vytrvalé byliny s jednoduchými vstřícnými listy a pravidelnými, většinou pětičetnými květy ve vidlanovitých květenstvích. Květy jsou nejčastěji růžové až purpurové. Plodem je tobolka. Rod zeměžluč zahrnuje asi 30 až 50 druhů a je rozšířen na severní i jižní polokouli. V České republice rostou 3 druhy. Zeměžluč okolíkatá je v ČR nejrozšířenějším druhem a je využívána v lékařství a léčitelství.

## Popis
Zeměžluče jsou jednoleté, dvouleté nebo vytrvalé byliny. Lodyha je přímá nebo vystoupavá, většinou bohatě větvená. Listy jsou jednoduché, vstřícné, přisedlé až objímavé, celokrajné nebo na okraji jemně zoubkaté. Žilnatina je tvořena 3 až 5 souběžnými žilkami. Spodní listy bývají nahloučené do přízemní růžice. Květy jsou nejčastěji pětičetné, řidčeji 4 až 6četné, přisedlé nebo stopkaté, uspořádané do různých typů vidlanů, zřídka redukovaných na jediný květ. Kalich je trubkovitý, s úzce kopinatými až šídlovitými cípy. Koruna je růžová až purpurová, řidčeji bílá nebo žlutá, řepicovitá. Tyčinky jsou přirostlé v ústí korunní trubky. Semeník je srostlý ze 2 plodolistů, s jedinou komůrkou a nitkovitou čnělkou zakončenou dvoulaločnou bliznou. Plodem je podlouhle lahvicovitá tobolka s mnoha semeny. Semena jsou drobná, kulovitá, na povrchu se síťkovanou strukturou.

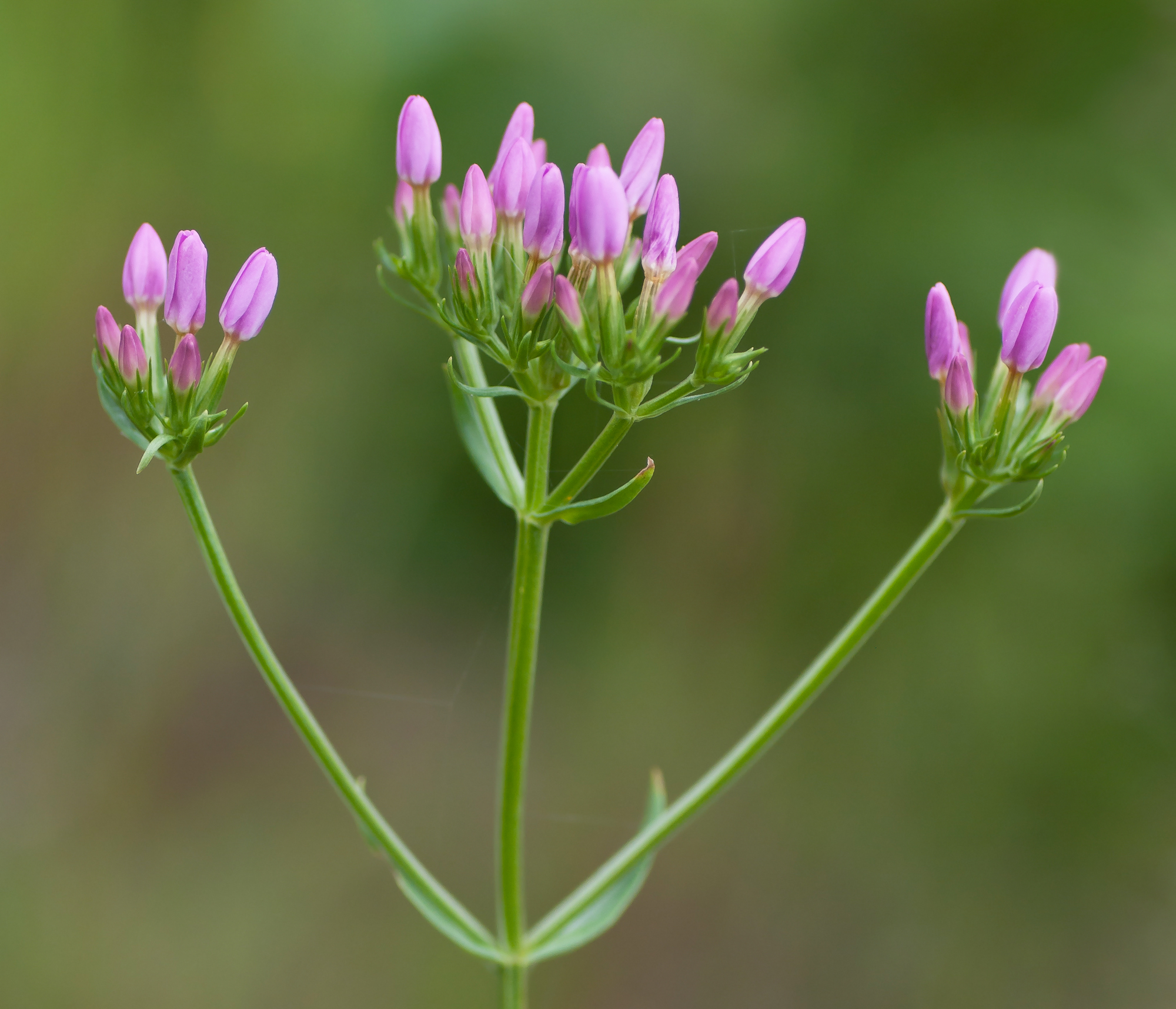
Vidlanovité květenství zeměžluče okolíkaté
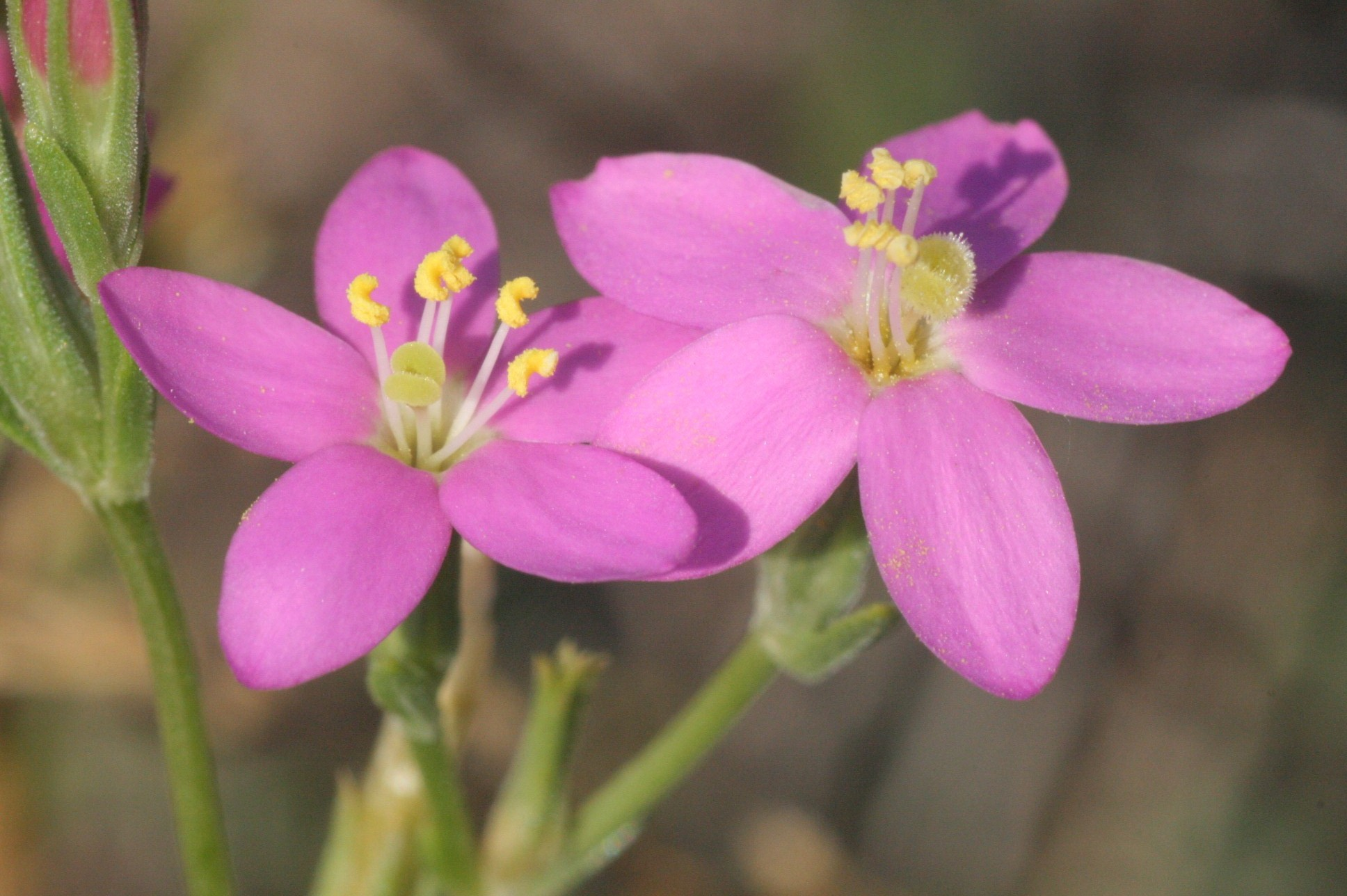
Detail květů zeměžluče pobřežní
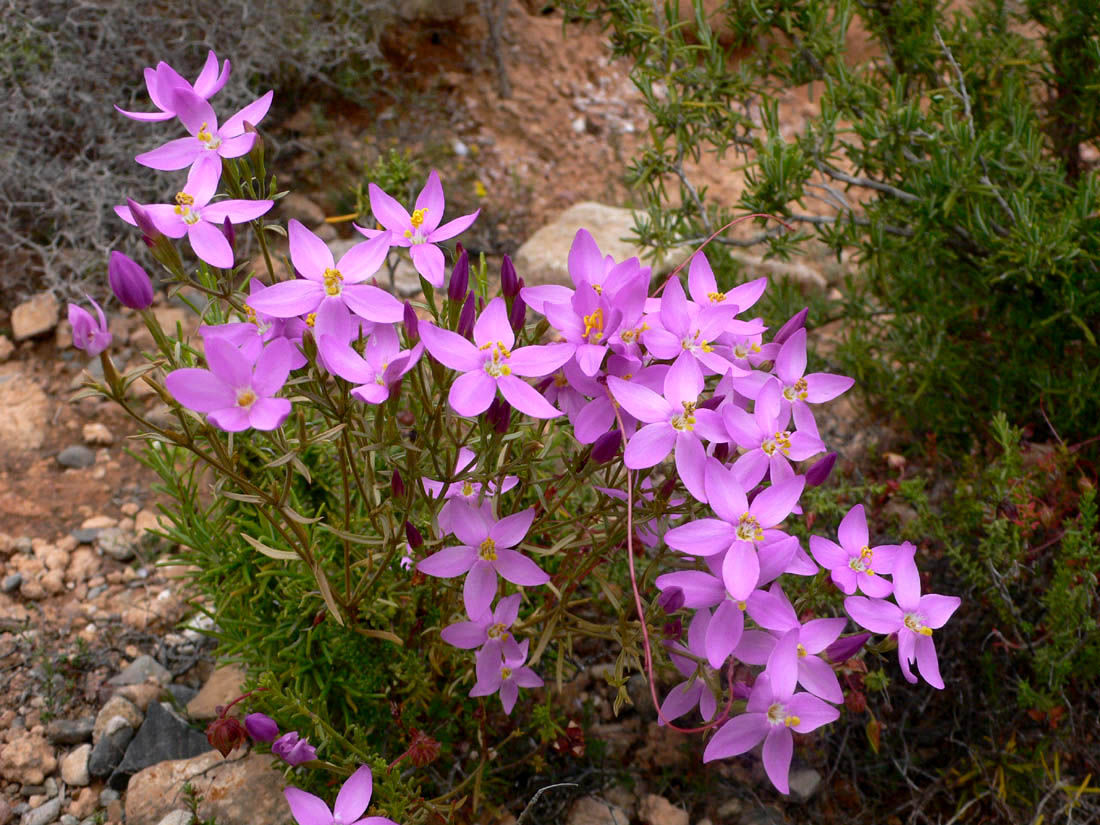
Polštářovitý druh C. quadrifolium
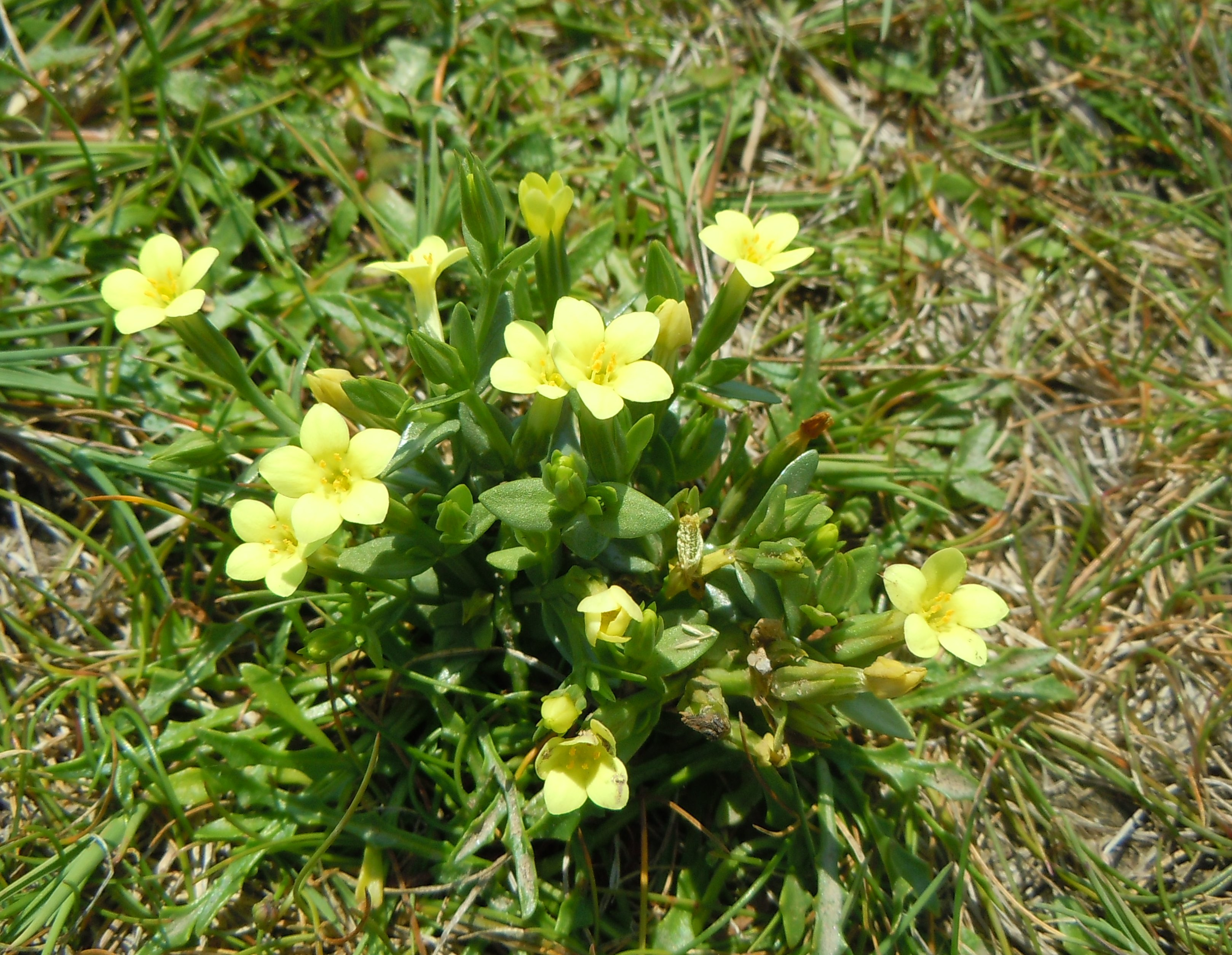
Žlutokvětý druh C. maritimum

## Rozšíření
Rod obsahuje asi 30 až 50 druhů. Je rozšířen v Evropě, Asii, severní Africe (dále jeden druh v tropické západní Africe a jeden v Chadu), Severní i Jižní Americe. Některé druhy zdomácněly v Austrálii. Centrum druhové diverzity je ve Středomoří.
V České republice rostou 3 druhy. Zeměžluč okolíkatá je rozšířena v nižších nadmořských výškách po celém území. Zeměžluč spanilá roste na minerálně bohatých až zasolených, narušených půdách a vyskytuje se roztroušeně v teplejších oblastech. Zeměžluč pobřežní je velmi vzácný druh, vázaný na slaniska nejteplejších oblastí ČR.
Z Evropy je uváděno celkem 18 druhů. Největší areál, zahrnující většinu Evropy, má zeměžluč okolíkatá a zbývající 2 druhy domácí i v ČR. Většina ostatních druhů je vázána na Středomoří, zejména na jihozápadní Evropu (celkem 9 druhů). Široký areál v rámci Středomoří mají druhy C. maritimum a C. tenuiflorum a rovněž druh C. spicatum, který byl ovšem v roce 2004 přeřazen do rodu Schenkia.

## Obsahové látky
Zeměžluče obsahují různé hořčiny, které způsobují jejich hořkou chuť. V nati zeměžluči okolíkaté je obsažen zejména hořký glykosid gentiopikrin, dále flavony a silice. Z rostliny byl v roce 1976 izolován též extrémně hořký glykosid centapikrin. Zeměžluč spanilá obsahuje hořčinu kantaurin, dále kumariny, kumarinové glykosidy, alkaloid gentianin aj.

## Taxonomie
Rod Centaurium je v rámci čeledi hořcovité řazen do tribu Chironieae a subtribu Chironiinae. Nejblíže příbuznými rody jsou rody Orphium a Chironia. Druh Centaurium erythraea (zeměžluč okolíkatá) byl popsán již v Linného díle Species Plantarum z roku 1753, který jej však zařadil do rodu Gentiana (hořec) jako Gentiana centaurium. Samotný rod Centaurium byl ustaven Johnem Hillem o tři roky později. V roce 1790 publikoval De Necker neplatně rodové jméno Erithrea, které o šest let později publikoval (již platně) M. B. Borckhausen v pozměněné podobě jako Erythraea. Toto rodové jméno bylo široce využíváno až do poloviny 20. století, kdy bylo zjištěno že se jedná o synonymum dříve popsaného rodového jména Centaurium, které má podle pravidel botanické nomenklatury prioritu.
Přesný počet druhů rodu Centaurium je obtížné stanovit, neboť existuje mnoho blízce příbuzných a morfologicky podobných druhů, jejichž morfologie je navíc silně závislá na ekologických podmínkách. V roce 2004 byly na základě molekulárních fylogenetických studií vyčleněny některé druhy do nového rodu Zeltnera (celkem 25 druhů v již. USA a Mexiku) a do rodu Gyrandra (5 druhů v Mexiku a Střední Americe) a Schenkia (5 druhů v Eurasii, Austrálii a na Havaji).

## Zástupci
- zeměžluč okolíkatá (Centaurium erythraea)
- zeměžluč pobřežní (Centaurium littorale)
- zeměžluč spanilá (Centaurium pulchellum)[1]

## Význam
Zeměžluč okolíkatá je využívána ve fytoterapii jako léčivá rostlina. Nať podporuje tvorbu trávicích šťáv a zlepšuje trávení, užívá se při nechutenství, žaludeční slabosti, slabé funkci jater a cukrovce. Dále se používá při chorobách žlučníku. V homeopatii slouží zejména při trávicích potížích a k posílení jater.
Zeměžluč spanilá je ceněna v severní Africe jako léčivá bylina na různé trávicí problémy. Používá se též k ochucení tradiční polévky, které dodává příjemné aroma. Rozdrcené listy a stonky slouží k filtraci kozího mléka, kterému dodají vůni a prodlouží jeho trvanlivost. Je využívána i v Turecku.
Druh Centaurium roxburghii je používán v indické medicíně při nechutenství a trávicích potížích.